# راست مسیحی
عبارت «راست مسیحی» (به انگلیسی: Christian right) عبارتی است که بعضی محققان و روزنامه‌نگاران برای اشاره به طیفی از جنبش‌ها و سازمان‌های اجتماعی و سیاسی دست راستی مسیحی به کار می‌بندند که مشخصه‌شان حمایت شدید از ارزهای سیاسی و اجتماعی محافظه‌کارانه است. «راست مسیحی» به عنوان جنبشی اجتماعی و سیاسی فعال افرادی از طیف‌های مختلف تئولوژیک را در بر می‌گیرد از جنبش‌های سنتی معتدل مثل لوتریسم و کاتولیسیسم تا جنبش‌های محافظه‌کارانه‌تر مثل اوانجلیسم، پنتاکوستالیسم، و مسیحیت بنیادگرا.